# Торнијела (Гросето)
Торнијела (итал. Torniella) је насеље у Италији у округу Гросето, региону Тоскана.
Према процени из 2011. у насељу је живело 294 становника. Насеље се налази на надморској висини од 429 м.